# فن التزوير
فن التزوير (بالإنجليزية: Art forgery)‏ هو تقليد أو إنشاء وبيع أعمال من الفن التي تُنسب زورا إلى آخر، عادة ما تكون لفنانين مشهورين. فن التزوير قد يكون مربحا للغاية، ولكن التقنيات الحديثة جعلت تحليل وتأريخ الأعمال الفنية المزورة أمرا سهلا.

## التاريخ
تاريخ فن التزوير إلى أكثر من ألفي سنة. الروماني النحاتين تنتج نسخا من اليونانية المنحوتات. يفترض المشترين المعاصر يعرف أنها ليست حقيقية. خلال الفترة الكلاسيكية لفن أنشئت عام للمرجعية تاريخية والإلهام الديني، أو ببساطة الجمالية التمتع بها. ولم تعرف هوية الفنان في كثير من الأحيان من أهمية تذكر للمشتري.
خلال عصر النهضة، استغرق الكثير من الرسامين على المتدربين الذين درسوا تقنيات اللوحة عن طريق نسخ الأعمال وأسلوب سيد. كدفعة للتدريب، فإن الماجستير ثم بيع هذه الأعمال. واعتبرت هذه الممارسة عموما تحية، وليس التزوير، على الرغم من أن بعض هذه النسخ قد تم في وقت لاحق خطأ ينسب إلى الربان.
وبعد عصر النهضة، خلق الازدهار المتزايد من الطبقة الوسطى الطلب شرسة للفن. قرب نهاية القرن 14، استخرجت التماثيل الرومانية في إيطاليا، وتكثيف الاهتمام السكان في العصور القديمة، ويؤدي إلى زيادة حادة في قيمة هذه الكائنات. هذه الطفرة سرعان ما امتدت إلى المعاصر الفنانين والمتوفى مؤخرا. وكان الفن أصبح التجارية السلع، وجاءت القيمة النقدية للعمل الفني أن تعتمد على هوية الفنان. للتعرف على أعمالهم، بدأ الرسامين لوضع علامة عليها. هذه العلامات تطورت لاحقا إلى التوقيعات. حيث بدأ الطلب على الأعمال الفنية المؤكد أن يتجاوز العرض، بدأت علامات مزورة والتوقيعات لتظهر في السوق المفتوحة.
خلال المقلدين القرن 16 من ألبرشت دورر نمط الصورة من الطباعة التوقيعات وأضاف لهم لزيادة قيمة المطبوعات الخاصة بهم. وأضاف في النقش له العذراء دورر نقش «ملعون، الناهبين والمقلدين من العمل والمواهب الآخرين». وحتى الفنانين الشهير للغاية خلق التزوير. في 1496، مايكل أنجلو جعل النوم كيوبيد شخصية وتعامل مع الأرض الحمضية لجعله يبدو القديم. ثم بيعها إلى تاجر، بلدسر ديل ميلانو، الذي يباع بدوره إلى الكاردينال Riario سان جورجيو الذين تعلموا في وقت لاحق من الغش وطالب المال ظهره. ومع ذلك سمح مايكل أنجلو للحفاظ على نصيبه من المال.
وقد فضل سوق الفن القرن 20-فنانين مثل سلفادور دالي، بابلو بيكاسو، بول كلي وماتيس وأعمال هؤلاء الفنانين كانت عادة أهداف التزوير. وعادة ما تباع هذه التزوير إلى المعارض الفنية ومزاد المنازل الذين تلبية أذواق فنية وأثريات جامعي. خلال الاحتلال اللوحة التي بيعت أعلى سعر في دروو، ودار المزاد الفرنسي الرئيسي، وكان وهمية سيزان.

## معرض صور

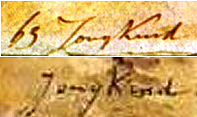
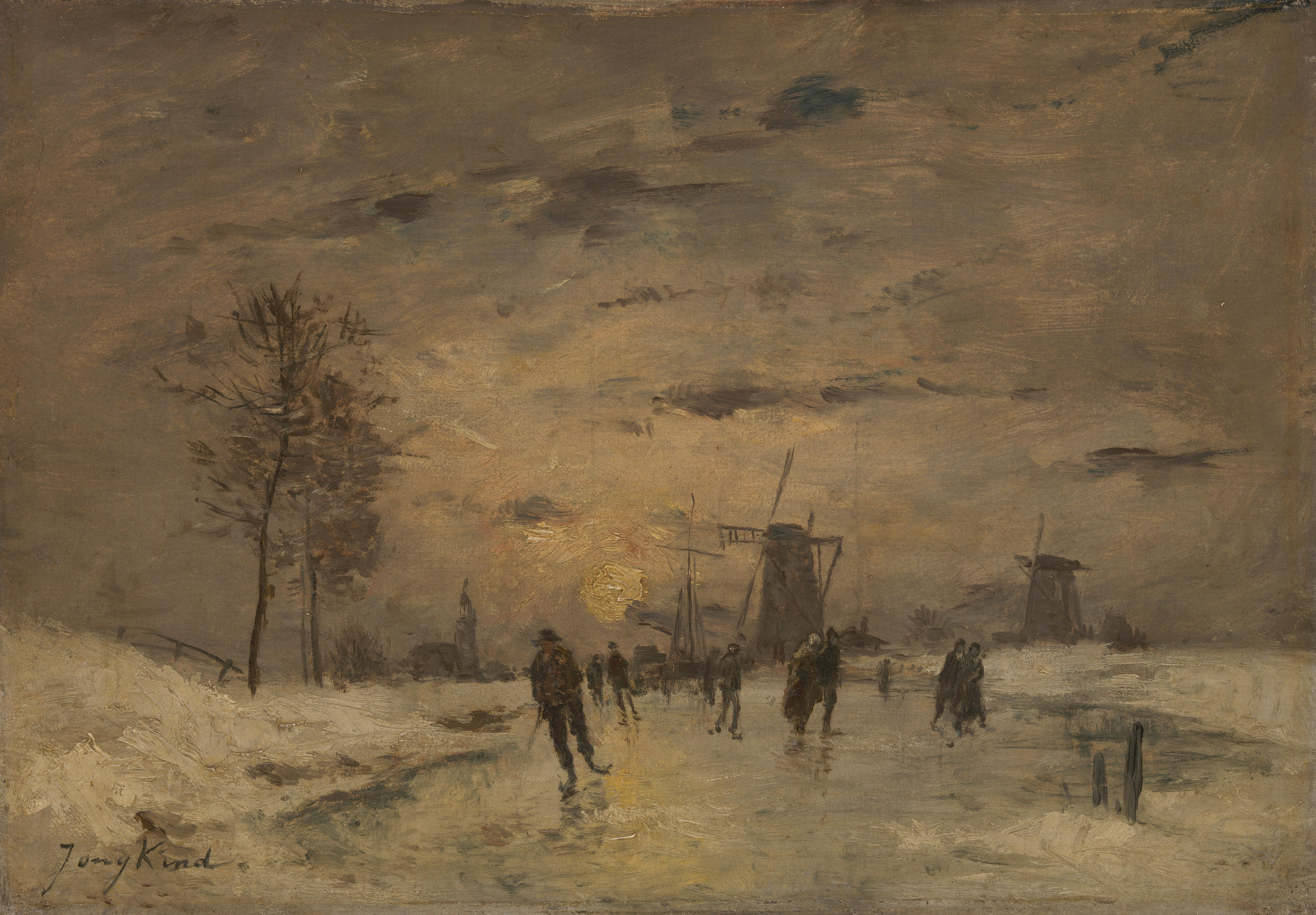
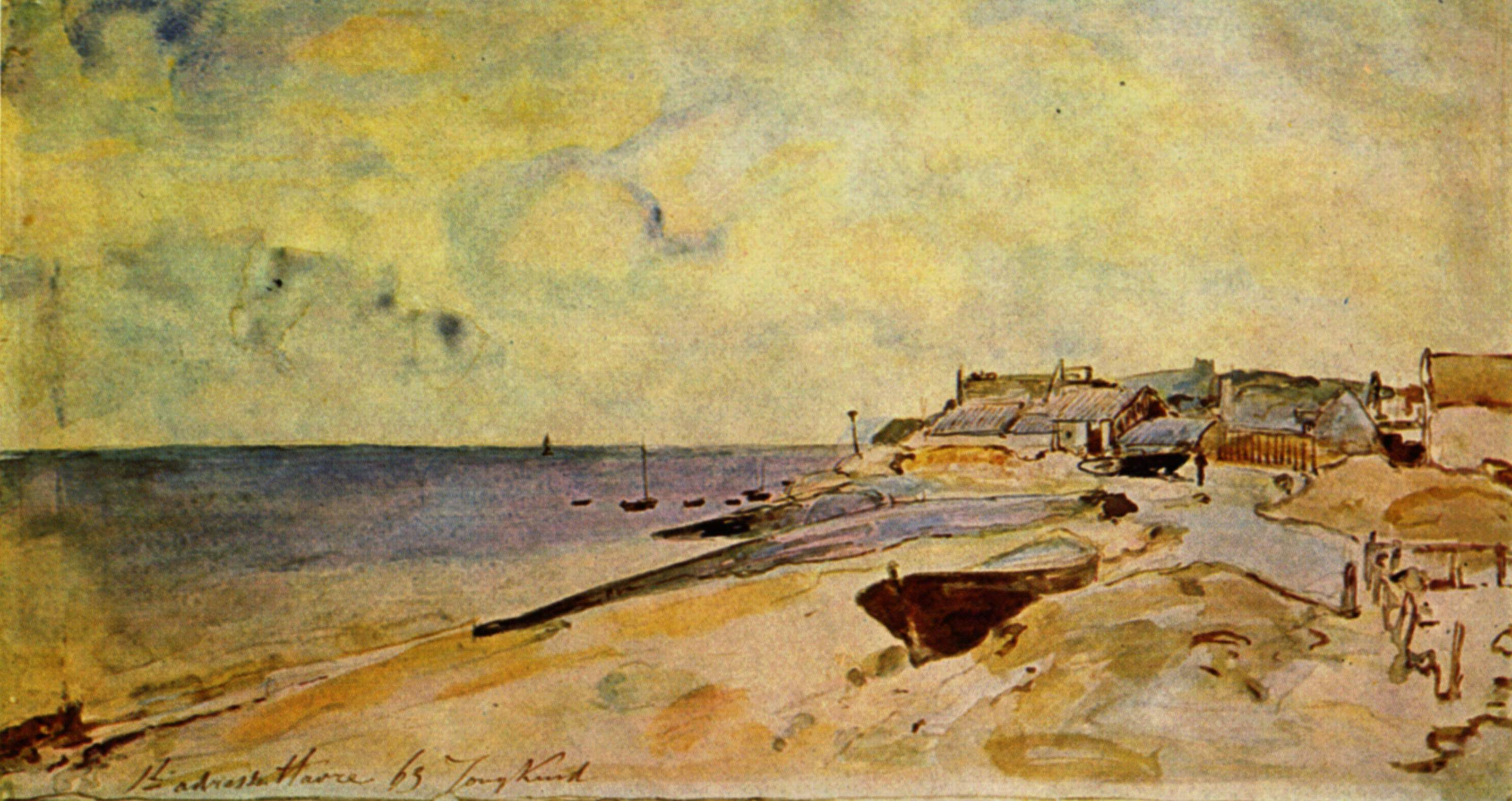